# Frankensteins Sohn
Frankensteins Sohn  (Originaltitel Son of Frankenstein) ist ein US-amerikanischer Horrorfilm der Universal Studios aus dem Jahr 1939 unter der Regie von Rowland V. Lee und ist nach Frankensteins Braut die zweite und letzte Fortsetzung von Frankenstein mit Boris Karloff in der Rolle der künstlich erschaffenen „Kreatur“. Erstmals in Deutschland lief der Film am 18. Februar 1968 im Fernsehen.

## Handlung
Viele Jahre nach dem Tod seines berühmt-berüchtigten Vaters kehrt Baron Wolf von Frankenstein mit seiner Familie in seine alte Heimatstadt zurück. Dort werden er und seine Familie jedoch alles andere als herzlich willkommen geheißen, denn man erinnert sich im Städtchen Frankenstein noch sehr gut an die Kreatur, die der alte Baron aus Leichenteilen zusammengesetzt hatte und die im ganzen Ort für Angst und Schrecken gesorgt hatte. Der einzige, der Wolf von Frankenstein nicht vorverurteilt, ist der örtliche Polizeiinspektor Krogh, obwohl ihm in seiner Jugend von dem Monster der rechte Arm aus dem Gelenk gerissen worden war.
Die Mordserie, die kurz vor der Ankunft derer von Frankenstein begonnen hat, macht es der Familie nicht leichter, sich im Ort einzuleben. Bereits mehrere Männer wurden tot aufgefunden. Offenbar wurden sie von einer übermenschlichen Kraft so lange gepresst, bis ihre Herzen geplatzt sind.
Eines Tages, als er das alte Labor seines Vaters wieder aufbaut, trifft Wolf auf Ygor, den buckligen alten Gehilfen seines Vaters, der noch immer in den Ruinen lebt. Dieser führt ihn durch einen Geheimgang in die Familiengruft hinunter, wo die Kreatur in einem komaähnlichen Schlaf liegt, seit sie kürzlich von einem Blitz getroffen wurde. Fasziniert von dem Geschöpf, erwacht in Wolf der Forschungsdrang. Er will den Namen seines Vaters reinwaschen, indem er das Monster mittels einer Gehirnoperation zum Guten verändert.
Das will Ygor jedoch nicht zulassen. Er braucht die Kreatur als Werkzeug seiner Rache. Ygor selbst steckt nämlich hinter den Morden der letzten Zeit. Weil er dem alten Baron Frankenstein die Leichen beschafft hat, aus denen dieser sein Geschöpf zusammengesetzt hat, wurde er wegen Grabschändung zum Tode verurteilt und gehängt. Obwohl sein Genick gebrochen ist, hat Ygor überlebt und hetzt nun Frankensteins Schöpfung auf die Geschworenen, die ihn verurteilt hatten.
Die Situation entgleitet Wolf von Frankenstein immer mehr. Es ist ihm gelungen, das Monster wiederzuerwecken, doch es gehorcht ihm nicht und setzt die Mordserie fort, und die Ermittlungen von Inspektor Krogh führen ihn immer näher zum Labor des alten Barons. Nachdem auch der letzte von Ygors Geschworenen tot und mit geplatztem Herzen aufgefunden wird, rotten sich die Dorfbewohner, bewaffnet mit Heugabeln und Fackeln, zusammen, um die Frankensteins endgültig auszurotten.
Wolf sieht nun seinen Fehler ein und will das Geschöpf vernichten. Als Ygor aber auf ihn losgeht, muss er ihn in Notwehr erschießen. Nachdem die Kreatur ihren toten Freund entdeckt, wird sie rasend und entführt Wolfs kleinen Sohn Peter mit der Absicht, ihn als Rache in die brodelnde Schwefelgrube unter dem Labor zu werfen. Das Monster hat jedoch Mitleid mit dem kleinen Jungen und verschont ihn. In dem Moment taucht Inspektor Krogh auf und eröffnet das Feuer auf das Ungetüm, das ihm einst den Arm ausgerissen hat. Von den Kugeln unbeeindruckt, stürmt das Geschöpf auf Krogh los, wird aber im letzten Augenblick von Wolf in die Schwefelgrube gestoßen.
Nachdem er aus seinen Fehlern gelernt hat, verlässt Wolf von Frankenstein mit seiner Familie den Ort wieder und überlässt das alte Familienschloss und das Labor der Gemeinde.

## Deutsche Fassungen
Es existieren zwei deutsche Synchronfassungen. Die erste entstand bei der Bavaria Synchron GmbH, München. Wolfgang Schnitzler schrieb das Dialogbuch und John Pauls-Harding führte Regie.
| Figur                       | Darsteller             | Deutscher Sprecher | Deutscher Sprecher (DVD 2004) |
| --------------------------- | ---------------------- | ------------------ | ----------------------------- |
| Baron Wolf von Frankenstein | Basil Rathbone         | Charles Brauer     | Michael Schwarzmaier          |
| Ygor                        | Bela Lugosi            | Gernot Duda        | Franjo Marincic               |
| Inspektor Krogh             | Lionel Atwill          | Alf Marholm        | Dirk Galuba                   |
| Elsa von Frankenstein       | Josephine Hutchinson   | Angelika Bender    | Madeleine Stolze              |
| Peter von Frankenstein      | Donnie Dunagan         | Nicolas Klein      | ?                             |
| Amelia                      | Emma Dunn              | Ursula Traun       | Dagmar Dempe                  |
| Benson                      | Edgar Norton           | Kurt Zips          | Horst Raspe                   |
| Fritz                       | Perry Ivins            | Leon Rainer        | ?                             |
| Bürgermeister               | Lawrence Grant         | Kurt E. Ludwig     | Peter Musäus                  |
| Emil Lang                   | Lionel Belmore         | Harald Dietl       | ?                             |
| Ewald Neumüller             | Michael Mark           | Gerd Potyka        | ?                             |
| alter Bürger                | Gustav von Seyffertitz | Norbert Gastell    | ?                             |
| alter Bürger                | Lorimer Johnston       | Werner Abrolat     | ?                             |
| alter Bürger                | Tom Ricketts           | Bruno W. Pantel    | ?                             |
| Dr. Berger                  | Clarence Wilson        | Paul Friedrichs    | ?                             |

## Sonstiges
- Einem oftmals kolportierten, allerdings unbestätigten Gerücht zufolge sei Frankensteins Sohn ursprünglich als Technicolor-Film konzipiert gewesen. Man habe sich jedoch entschlossen, zu Schwarz-Weiß zurückzukehren, nachdem sich herausstellte, dass das Monster-Make-up in Farbe zu grell wirkte. Angeblich wurde 1987 im Archiv von Universal die Filmrolle mit den Technicolor-Probeaufnahmen wiederentdeckt, soll jedoch, laut Filmhistoriker George E. Turner, kurz darauf wieder unter ungeklärten Umständen vom Schreibtisch des Archivars verschwunden sein.[5] Nach anderen Berichten habe vor allem Regisseur Rowland V. Lee mit der Idee gespielt, den Film in Farbe zu drehen, was jedoch von Universal aus Kostengründen nie ernsthaft in Erwägung gezogen wurde.[6] Eine Filmaufnahme von den Dreharbeiten in Farbe existiert noch, sie zeigt Karloff in voller Maske, während er die Zunge herausstreckt und andeutet, den Maskenbildner Jack Pierce zu erwürgen.[7]
- Oft heißt es zudem, in den farbigen Testaufnahmen habe auch Dwight Frye (der in den beiden Vorgängerfilmen jeweils einen Assistenten Frankensteins verkörpert hatte) eine Rolle gespielt. Nachdem die Idee, den Film in Farbe zu drehen, verworfen worden war, sollen auch Fryes Szenen geschnitten worden sein. Im fertigen Film taucht er nicht mehr auf.[8] In den beiden Nachfolgefilmen (The Ghost of Frankenstein und Frankenstein Meets the Wolf Man) war Frye dann allerdings wieder mit von der Partie, in beiden Fällen als aufgebrachter Dorfbewohner.
- Jack Pierce, der in Frankensteins Sohn wieder (wie in den beiden vorangegangenen Frankenstein-Filmen) für das Make-up des Frankenstein-Monsters verantwortlich war, schätzte, dass es insgesamt vier Stunden gedauert habe, Karloff in das Monster zu verwandeln. Im Vorspann des Films wird seine Mitwirkung nicht erwähnt.
- Mit einer Länge von 99 Minuten ist Frankensteins Sohn der längste englischsprachige Universal-Horrorklassiker, nur die spanische Parallelproduktion von Drácula (1931) war etwa fünf Minuten länger. Die meisten Filme damals hatten eine Laufzeit von unter 80 Minuten, was in den Kinos möglichst viele Vorführungen pro Tag ermöglichen sollte.
- Der Charakter Ygor war im ursprünglichen Drehbuchentwurf von Wyllis Cooper nicht vorhanden. Regisseur Rowland V. Lee, der ein begeisterter Bela-Lugosi-Fan war, baute die Rolle für Lugosi, der zu dieser Zeit in finanziellen Schwierigkeiten steckte und dringend Arbeit brauchte, ein. Lugosi erhielt als  Gage nur 500 US-Dollar pro Woche und sollte zunächst nur für eine Woche beschäftigt werden. Lee konnte jedoch durchsetzen, dass Lugosi für die volle Drehzeit von knapp 9 Wochen (9. November 1938 bis 5. Januar 1939) angestellt blieb. Ygor wurde zwar am Ende erschossen, kehrte jedoch im Folgefilm Frankenstein kehrt wieder (The Ghost of Frankenstein, 1942) zurück. Der Name „Ygor“ wird im Originalton sowie in der deutschen Synchronisierung wie „Igor“ gesprochen, allerdings im Abspann „Ygor“ geschrieben. Einen Unterschied gibt es bei der Untertitelung der verschiedenen Sprachausgaben: Nur bei der deutschen Synchronisation steht „Igor“ im deutschen Untertitel, ansonsten immer „Ygor“.
- Der Name des Städtchens, in dem Frankenstein seine Kreatur erschaffen hatte (Ingolstadt in Mary Shelleys Originalroman), wurde im Lauf der Filmreihe mehrfach geändert. In Frankenstein und Frankensteins Braut spielt die Geschichte in „Goldstadt“, in Frankensteins Sohn und Frankensteins Haus ist der Name der Ortschaft „Frankenstein“; in Frankenstein kehrt wieder und Frankenstein trifft den Wolfsmenschen ist das Dorf „Vasaria“ der Sitz der Frankensteins, allerdings im Bezug auf das Sanatorium von Dr. Ludwig Frankenstein, dem zweiten Sohn von Dr. Henry Frankenstein und Bruder von Baron Wolf von Frankenstein, welches in Frankensteins Haus als „Visaria“ bezeichnet wird.
- In seiner ersten Szene (im Zugabteil auf der Reise zum Schloss seines Vaters) erwähnt Wolf von Frankenstein gegenüber seiner Frau, dass mittlerweile neun von zehn Menschen mit dem Namen "Frankenstein" das Monster verbinden würden und nicht mehr den Wissenschaftler. Offiziell wurde diese Namensübertragung bei Universal dann erstmals im übernächsten Frankenstein-Film vollzogen: In Frankenstein Meets the Wolf Man (1943) tritt überhaupt kein Wissenschaftler namens Frankenstein mehr in Erscheinung, der Wolfsmensch begegnet lediglich dem Monster.
- Claude Rains und Peter Lorre waren beide im Gespräch für die Rolle des Wolf von Frankenstein. Lorres Besetzung wurde sogar öffentlich bekannt gegeben.
- Boris Karloff wurde im Laufe der Dreharbeiten erstmals Vater.
- Karloff war in Frankensteins Sohn zum dritten und letzten Mal als Frankensteins Kreatur zu sehen. 1944 trat er noch einmal in Universals Frankenstein-Serie auf, diesmal jedoch in der Rolle des verrückten Wissenschaftlers Dr. Niemann, der das Monster für seine Zwecke missbrauchen möchte. 1958 verkörperte er schließlich in Frankenstein 1970 selber den Dr. Frankenstein.
- Der Schauspieler Lionel Belmore spielte in Frankenstein den Bürgermeister Herr Vogel, während er in Frankensteins Sohn das Ratsmitglied Lang darstellte und durch das Monster starb. Was ihn aber nicht hinderte, in The Ghost of Frankenstein wieder als Ratsmitglied in Erscheinung zu treten, allerdings ohne namentliche Benennung.
- Das Selbige beim Schauspieler Michael Mark, welcher ebenfalls in den drei genannten Frankenstein-Filmen jeweils einen anderen Dorfbewohner-Charakter spielte (Ludwig/Ewald Neumüller/unbenannt). Auch er wurde in Frankensteins Sohn vom Monster umgebracht, tauchte aber im Folgefilm erneut als Ratsmitglied auf. Mark durfte sogar noch an einer weiteren Frankenstein-Verfilmung teilnehmen (Frankensteins Haus), allerdings diesmal außerhalb des Heimatdorfes der Familie Frankenstein.
- Der deutschstämmige Schauspieler Gustav von Seyffertitz spielte in Frankensteins Sohn (in der kleinen Rolle eines Ratsmitglieds) das letzte Mal in einem Horrorfilm, und eine seiner letzten Rollen überhaupt. Besonders in der Stummfilmzeit war er ein vielbeschäftigter Schurkendarsteller gewesen, in The Wizard von 1927 hatte er selbst einen frankensteinartigen Mad Scientist verkörpert.

## Kritiken
- Lexikon des internationalen Films: „Dem dritten Frankenstein-Film verhalfen die Starbesetzung, das gelungene Drehbuch und die gleichbleibende Atmosphäre der Bedrohung zu einem durchschlagenden Erfolg, der in Hollywood eine zweite Welle von Horror-Produktionen auslöste.“[9]

## Fortsetzungen
Frankensteins Sohn folgten noch weitere Fortsetzungen, darunter die Komödie Abbott und Costello treffen Frankenstein, für die Stars wie Lon Chaney jun., Bela Lugosi und Glenn Strange ihre Paraderollen als Wolfsmensch, Dracula und Frankensteins Monster parodieren und die gleichzeitig den Abschluss der Frankenstein-Reihe von Universal bildet.
- 1942: Frankenstein kehrt wieder, Regie: Erle C. Kenton, Hauptrolle: Cedric Hardwicke, Bela Lugosi, Lionel Atwill & Lon Chaney jun. als Kreatur
- 1943: Frankenstein trifft den Wolfsmenschen, Regie: Roy William Neill, Hauptrolle: Lon Chaney jun., Ilona Massey, Lionel Atwill & Bela Lugosi als Kreatur
- 1944: Frankensteins Haus, Regie: Erle C. Kenton, Hauptrolle: Boris Karloff, Lon Chaney jun., John Carradine & Glenn Strange als Kreatur
- 1945: Draculas Haus, Regie: Erle C. Kenton, Hauptrolle: Lon Chaney jun., John Carradine, Onslow Stevens & Glenn Strange als Kreatur
- 1948: Abbott und Costello treffen Frankenstein, Regie: Charles Barton, Hauptrolle: Bud Abbott, Lou Costello, Lon Chaney jun., Bela Lugosi & Glenn Strange als Kreatur

## DVD-Veröffentlichung
Frankensteins Sohn ist in der The Monster Legacy DVD Collection erstmals in deutscher Sprache erhältlich. Die DVD-Kollektion enthält unter anderem die komplette Frankenstein-Reihe von Universal.
- The Monster Legacy DVD Collection, 14. Oktober 2004, Universal Pictures